# Анна Валентинович
Анна Валентинович – (родена на 15 август 1929 г. в Садове, Украйна, загинала на 10 април 2010 г. в Смоленск) – родена в украинско семейство, тя е полски обществен деец, опозиционер в Полската народна република, деец в Свободния профсъюз Вибжеже, съосновател на Независимия самоуправляем профсъюз „Солидарност“. Носителка на Ордена „Бял орел“.

## Биография
Анна Валентинович е родена в украинско протестантско семейство. Дъщеря на Назар и Пришка Любчик. Има две сестри Олга и Катажина, и трима братя – Пьотр, Васил и Иван. През 1937 г. умира майка ѝ. През 1940 г. баща ѝ Назар се жени за Мария Озарчук. От този брак се раждат още пет деца. Анна Любчик завършва четвърти класа в основното училище (по време на войната училището в Садове е унищожено от немците). Заради семейната бедност на 12 години е принудена да работи при полски управители на имение, намиращо се наблизо. Вероятно през 1943 г. те взимат Анна със себе си като излъгват, че близките ѝ са загинали. Заедно с тях тя се озовава в Малцовижна (село Рудники) близо до Варшава. Оттам заедно със своите господари се мести в района на Гданск, където работи в земеделска ферма. След това работи в пекарна, а по-късно във фабрика за маргарин.
През 1950 г. Анна Валентинович се записва на курс за заварчик и така се озовава в Гданската корабостроителница. Бързо се превръща в ударник, като изработва 270% от нормата. За награда, като член на комунистическия Съюз на полската младеж, е изпратена за участие в младежкия конгрес в Берлин. Скоро след това се отказва от членството си в Съюза и се присъединява към Лигата на полските жени. Като представител на тази организация започва да се бори за правата на работниците. Тогава започват проблеми ѝ с Министерството на обществената безопасност. През 1952 г. ражда сина си Януш, но решава да не сключва брак с бащата на детето.
По време на работническите стачки през декември 1970 г. Анна Валентинович приготвя храна за стачкуващите. През януари 1971 г. е избрана за делегат по време на срещата с първия секретар на Централния комитет на Полската обединена работническа партия – Едвард Герек. През 1978 г. е една от основателите на Свободния профсъюз Вибжеже. Жилището ѝ служи за контактен пункт на профсъюза, затова често е заплашвана с уволнение от работата и задържана за 48 часа от службите на реда.
На 8 август 1980 г., пет месеца преди пенсиониране, Анна Валентинович е уволнена дисциплинарно. Решението на дирекцията предизвиква стачка на 14 август, по време на която е създаден Независимият самоуправляем профсъюз „Солидарност“. Първото искане на протестиращите е Анна Валентинович да се върне на работа. Властите се съгласяват и я връщат на работа.
По време на военното положение (1981-1983) Анна Валентинович е интернирана, след потушаване на стачката в Гданската корабостроителница, а на 9 март 1983 г. е съдена за организирането на стачката през декември 1981 г. На делото присъства Лех Валенса. Валентинович получава условна присъда от година и половина затвор.
Попада в затвора на 4 декември 1983 г. след опит да бъде вградена в стената паметна плоча с имената на загиналите миньорите от мина „Вуйек“. Освободена е през април следващата година. През 1984 г., поради влошено здравословно състояние на подсъдимите, делото срещу нея и Ева Томашевска, за организирането на манифестация през декември 1983 г. при мина „Вуйек“ в Катовице, е отсрочено.
Тя е инициатор на гладната стачка след убийството на свещеника Йежи Попелушко, която продължава от 18 февруари 1985 до 31 август 1986 г. През 80-те години на XX век критикува управата на профсъюза съсредоточена около Лех Валенса. Сътрудничи си с Анджей Гвязда.
През 2000 г. отказва да приеме титлата почетен гражданин на Гданск.
През 2006 г. гданският отдел на Института за национална памет разкрива, че Анна Валентинович е била следена от над 100 полицаи и тайни агенти на Държавна сигурност, планирала нейното убийство през 1981 г.
През 1996 г. открива семейството си в Украйна, с което до смъртта си поддържа близки контакти.

## Смърт
Анна Валентинович загива в самолетната катастрофа край Смоленск на 10 април 2010 г. на път за честването на 70-годишнината от Катинското клане. Трупът ѝ е идентифициран в Москва от сина ѝ Януш. Погребана е на гробището в Сребжиско.

## Отличия
- На 3 май 2006 г. е отличена от президента Лех Качински с Ордена „Бял орел“
- По указ на президента в изгнание Ришард Качоровски на 11 ноември 1990 г. е отличена с Кавалерски кръст на Ордена на възродена Полша
- Златен кръст за заслуги (1966)
- Сребърен кръст за заслуги (1961)
- Бронзов кръст за заслуги (1953 и 1957)
- На 13 декември 2005 г. във Вашингтон получава „Медал на свободата“ от американската Фондация в памет на жертвите на комунизма „Труман-Рейгън“
- На 10 декември 2009 г. получава наградата „Павел Влодковиц“, признавана от омбудсмана по правата на гражданите Януш Кохановски
- Медал „Polonia Mater Nostra Est“ (1996)
- Кръст на воюваща Солидарност (2010)
- По указ на президента Анджей Дуда на 13 март 2018 г. е отличена с Кръст на свободата и солидарността

1. 1 2  www.przewodnik-katolicki.pl